# スーザン・オニール
スーザン・オニール（Susan "Susie" O'Neill、1973年8月2日-）は、オーストラリアの元競泳の女子選手。1996年アトランタオリンピック、2000年シドニーオリンピックの金メダリストである。「マダムバタフライ」とあだ名されるほどバタフライが強く、2000年にはアメリカのメアリー・マーハーが19年にわたって持っていた世界記録2分5秒96を破り、2分5秒81の世界新記録を打ち立てた。
2007年にメルボルンで開催された世界水泳選手権において、ロッド・レーバー・アリーナに作られた仮設プールに「スージー・オニール・プール」と名づけられた。